# 大根そば
大根そば（だいこんそば）は、日本の郷土料理である。

## 概要
蕎麦に大根を合わせることは貞享3年（1686年）版の『諸芸小鏡』にも「麺類を食して毒にあたらば、大根をくらふべし。どく消ゆるなり」（ここで言う「毒」は食中毒の類ではなく、過食による消化不良の意味合い）と記述があるように、古くからある。また、十返舎一九の『諸国道中金の草鞋』「奥州路之巻」では矢吹宿（現・福島県矢吹町）で弥次郎兵衛と喜多八が名物の「大根そば」を食し、蕎麦が少量で大根が大量であったため、「これでは大根そばではなくそば大根だ」と憤慨するシーンが描かれている。
大根の千切りを混ぜた蕎麦としては信州の「湯とじ」、佐渡島の「大根そば」（佐和田町）や「そばのせんぞうぼう」（外海府海岸地方）、鹿児島県の「大根そば汁」があり、切り干し大根を使う岩手県の「ひきなそば」もある。

## 栃木県
栃木県佐野市を含み群馬県にまたがる両毛地区は小麦の生産が盛んでうどんは常食であった。蕎麦は来客は祝いの席に出される料理であったが、大根そばは「かてそば」とも呼ばれる日常食であった。
冷たい蕎麦を温かい汁で食べるのが特徴である。
大根を千切りにして、生のまま或いはそばと一緒に茹でて、もりそばの上に載せた料理。一説には食べ物が少なかった時代に、大根の千切りを添えてボリュームアップしたのが始まりともいわれている。

## 群馬県
群馬県の赤城山麓は水田が少ない地域であり、荒れた地でも栽培でき、しかも夏と秋の2回収穫が行えるソバは自家食用としても換金作物としても貴重な作物であった。
蕎麦は客人をもてなす料理であり、結婚式や葬式の宴の〆の料理としてふるまわれた。蕎麦に添えられる野菜は「こ」と呼ばれ大根以外にも季節の野菜を茹でたものやきんぴらごぼうなどが用いられた。「こ」は蕎麦の芯に入れられることもあったが、直接蕎麦の上に乗せて盛り付けることもあった。

## 茨城県
茨城県境町の郷土料理「大根そば」は、太めの蕎麦と同じくらいの太さに切った大根をいっしょに茹でて食する。
これをアレンジし、汁は鴨汁に、蕎麦は細めで大根も細めにし、大根は食感を補う意味でも茹でずに蕎麦の上にあしらったものもある。